# Lucia Bronzettiová
Lucia Bronzettiová (* 10. prosince 1998 Rimini) je italská profesionální tenistka. Ve své dosavadní kariéře na okruhu WTA Tour vyhrála jeden turnaj ve dvouhře. V sérii WTA 125 vybojovala jednu singlovou trofej.  V rámci okruhu ITF získala pět titulů ve dvouhře a dva ve čtyřhře.
Na žebříčku WTA byla ve dvouhře nejvýše klasifikována v dubnu 2024 na 46. místě a ve čtyřhře v únoru 2025 na 195. místě. Trénuje ji Francesco Piccari.
V italském týmu Billie Jean King Cupu debutovala v roce 2022 kvalifikačním kolem proti Francii, v níž prohrála čtyřhru spolu s Martinou Trevisanovou za rozhodnutého stavu ve prospěch Itálie, která nakonec zvítězila 3:1 na zápasy. V roce 2024 byla členkou italského výběru, který na finálovém turnaji získal titul. V semifinále i finále přispěla výhrou ve dvouhře. Do roku 2025 v soutěži nastoupila k pěti mezistátním utkáním s bilancí 2–0 ve dvouhře a 1–2 ve čtyřhře.
Itálii reprezentovala na Letních olympijských hrách 2024 v Paříži. Na úvod dvouhry podlehla pozdější stříbrné medailistce Donně Vekićové z Chorvatska.  Do čtyřhry nastoupila s Elisabettou Cocciarettovou. Soutěž opustily v prvním kole po prohře s pozdějšími bronzovými medailistkami Cristinou Bucșovou a Sarou Sorribesovou Tormovou.

## Tenisová kariéra

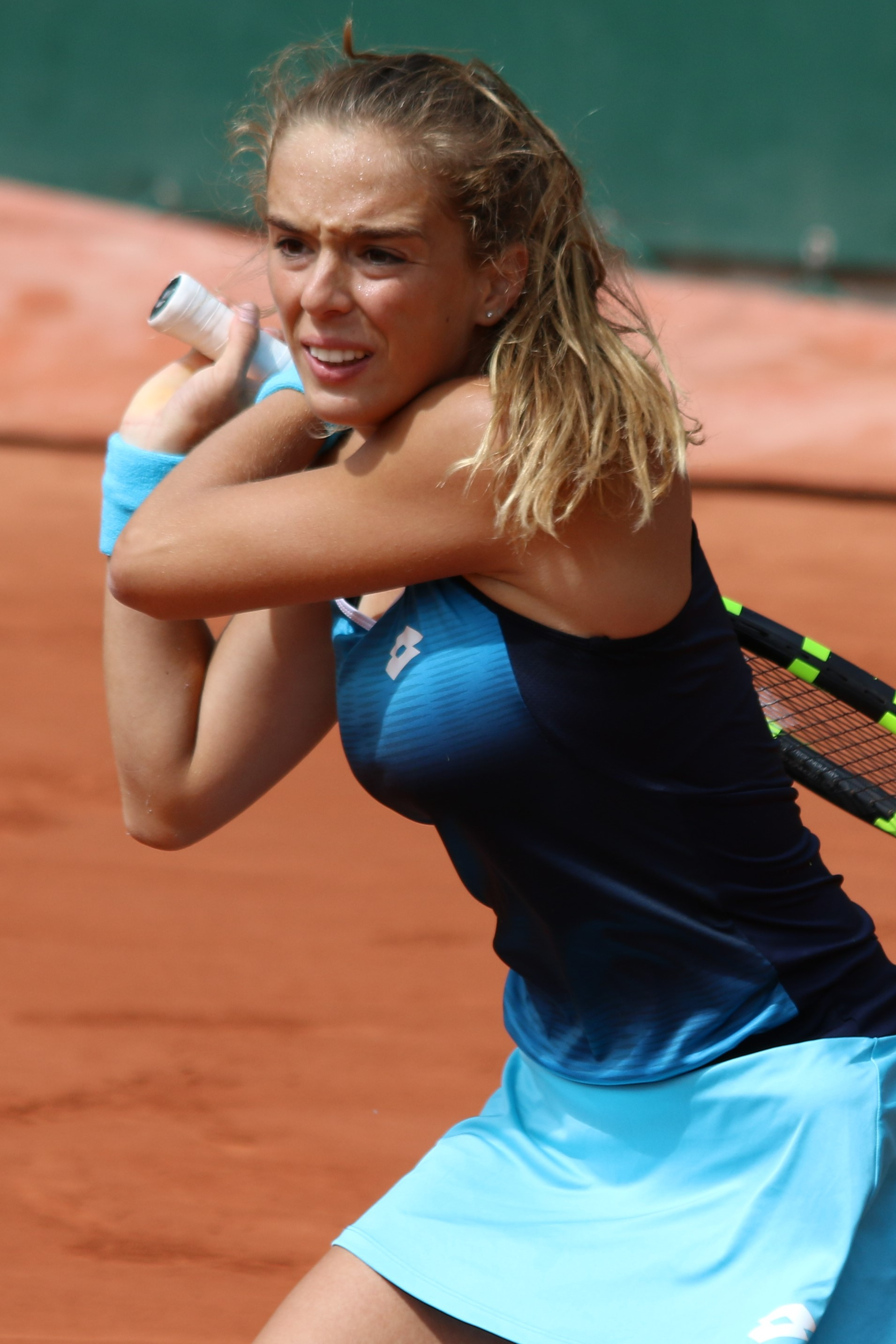
Bekhend na French Open 2022

V rámci hlavních soutěží událostí okruhu ITF debutovala v květnu 2014, když na turnaji v italské Casertě, dotovaném 10 tisíci dolary, postoupila z kvalifikace. V úvodním kole dvouhry pak podlehla Ukrajince Marianně Zakarljukovové z páté světové stovky. Premiérový titul v této úrovni tenisu vybojovala během září 2016 ve švýcarském Sionu, na turnaji s rozpočtem 10 tisíc dolarů. Ve finále přehrála pátou nasazenou Švýcarku Karen Kennelovou figurující v sedmé stovce žebříčku.
Na okruhu WTA Tour debutovala květnovou čtyřhrou Internazionali BNL d'Italia 2021 v Římě, do níž obdržela s krajankou Nurií Brancacciovou divokou kartu. V úvodním kole však utržily dva „kanáry“ od americko-ruského páru Coco Gauffová a Veronika Kuděrmetovová. V římské singlové kvalifikaci ji vyřadila Slovinka Polona Hercogová. V sezóně 2021, již zahájila na 339. příčce a skončila na 145. místě, si poprvé zahrála hlavní soutěže dvouher. Na letních antukových Ladies Open Lausanne a Palermo Ladies Open, stejně jako zářijovém Zavarovalnica Sava Portorož na tvrdém povrchu, postoupila do čtvrtfinále.
Debut v hlavní soutěži nejvyšší grandslamové kategorie zaznamenala v ženském singlu Australian Open 2022 po zvládnuté tříkolové kvalifikaci, v níž na její raketě postupně dohrály Amandine Hesseová, Valeria Savinychová a Nao Hibinová. V úvodním kole dvouhry zdolala Rusku Varvaru Gračovovou, než jí poté dovolila uhrát jen dva gamy světová jednička Ashleigh Bartyová. První trofej na okruhu WTA Tour vybojovala na rabatském Grand Prix SAR La Princesse Lalla Meryem 2023, kam přijela jako 102. žena klasifikace po sérii deseti porážek v úvodních kolech dvouher událostí WTA. Zlepšenou formu prokázala ve čtvrtfinále a semifinále, v nichž proti Alycii Parksové a Sloane Stephensové ztratila celkově jen čtyři hry. V závěrečném utkání porazila Rakušanku Julii Grabherovou z osmé světové desítky po 2 hodinách a 48 minutách. Ve vzájemných duelech se ujala vedení 2–1.  Na úvod French Open 2023 nestačila na tuniskou světovou sedmičku Ons Džabúrovou.

## Finále na okruhu WTA Tour

### Dvouhra: 4 (1–3)
| Legenda            |
| ------------------ |
| Grand Slam (0)     |
| Turnaj mistryň (0) |
| WTA 1000 (0)       |
| WTA 500 (0)        |
| WTA 250 (1–3)      |

| Stav       | č. | datum             | turnaj               | kategorie | povrch    | soupeřka ve finále    | výsledek      |
| ---------- | -- | ----------------- | -------------------- | --------- | --------- | --------------------- | ------------- |
| Finalistka | 1. | 24. července 2022 | Palermo, Itálie      | WTA 250   | antuka    | Irina-Camelia Beguová | 2–6, 2–6      |
| Vítězka    | 1. | 27. května 2023   | Rabat, Maroko        | WTA 250   | antuka    | Julia Grabherová      | 6–4, 5–7, 7–5 |
| Finalistka | 2. | 1. července 2023  | Bad Homburg, Německo | WTA 250   | tráva     | Kateřina Siniaková    | 2–6, 6–7(5–7) |
| Finalistka | 3. | 9. února 2025     | Kluž, Rumunsko       | WTA 250   | tvrdý (h) | Anastasija Potapovová | 6–4, 1–6, 2–6 |

## Finále série WTA 125
| Legenda                  |
| ------------------------ |
| D – dvouhra; Č – čtyřhra |
| WTA 125 (1–1 D)          |

### Dvouhra: 2 (1–1)
| Stav       | č. | datum         | turnaj                 | povrch | soupeřka ve finále         | výsledek           |
| ---------- | -- | ------------- | ---------------------- | ------ | -------------------------- | ------------------ |
| Finalistka | 1. | srpen 2022    | Vancouver, Kanada      | tvrdý  | Valentini Grammatikopoulou | 2–6, 4–6           |
| Vítězka    | 1. | červenec 2024 | Contrexéville, Francie | antuka | Majar Šarífová             | 6–4, 6–7(4–7), 7–5 |

## Tituly na okruhu ITF
| Turnaje okruhu ITF | Turnaje okruhu ITF |
| ------------------ | ------------------ |
| Turnaje W100       | Turnaje W80        |
| Turnaje W75/W60    | Turnaje W50        |
| Turnaje W35/W25    | Turnaje W15/W10    |

### Dvouhra (5 titulů)
| Č. | datum         | turnaj               | kategorie | povrch | poražená finalistka  | výsledek      |
| -- | ------------- | -------------------- | --------- | ------ | -------------------- | ------------- |
| 1. | září 2016     | Sion, Švýcarsko      | W10       | antuka | Karin Kennelová      | 6–3, 7–6(7–5) |
| 2. | listopad 2017 | Šarm aš-Šajch, Egypt | W15       | tvrdý  | Julia Wachaczyková   | 6–1, 6–2      |
| 3. | únor 2021     | Šarm aš-Šajch        | W15       | tvrdý  | Nefisa Berberovićová | 7–6(7–4), 6–0 |
| 4. | březen 2021   | Le Havre, Francie    | W15       | antuka | Sara Cakarevicová    | 6–3, 6–1      |
| 5. | duben 2022    | Chiasso, Švýcarsko   | W60       | antuka | Simona Waltertová    | 2–6, 6–3, 6–3 |

### Čtyřhra (2 tituly)
| Č. | datum         | turnaj            | kategorie | povrch | spoluhráčka         | poražené finalistky                       | výsledek         |
| -- | ------------- | ----------------- | --------- | ------ | ------------------- | ----------------------------------------- | ---------------- |
| 1. | listopad 2018 | Cordenons, Itálie | W15       | antuka | Anastasia Grymalská | Verena Hoferová Maria Vittoria Vivianiová | 7–5, 7–5         |
| 2. | červen 2021   | Grado, Itálie     | W25       | antuka | Isabella Šinikovová | Federica Di Sarraová Camilla Rosatellová  | 6–4, 2–6, [10–8] |

## Finále soutěží družstev: 2 (1–1)
| Výsledek   | č. | datum a místo konání                                                                              | spoluhráčky                                                                           | soupeřky                                                                                           | skóre |
| ---------- | -- | ------------------------------------------------------------------------------------------------- | ------------------------------------------------------------------------------------- | -------------------------------------------------------------------------------------------------- | ----- |
| Finalistka | 1. | Billie Jean King Cup 2023 12. listopadu 2023 Sevilla, Španělsko tvrdý (hala), Estadio La Cartuja  | Jasmine Paoliniová Martina Trevisanová Elisabetta Cocciarettová Lucrezia Stefaniniová | Kanada                                                                                             | 0–2   |
| Finalistka | 1. | Billie Jean King Cup 2023 12. listopadu 2023 Sevilla, Španělsko tvrdý (hala), Estadio La Cartuja  | Jasmine Paoliniová Martina Trevisanová Elisabetta Cocciarettová Lucrezia Stefaniniová | Leylah Fernandezová Rebecca Marinová Eugenie Bouchardová Marina Stakusicová Gabriela Dabrowská     | 0–2   |
| Vítězka    | 1. | Billie Jean King Cup 2024 20. listopadu 2024 Malaga, Španělsko tvrdý (hala), Martin Carpena Arena | Jasmine Paoliniová Elisabetta Cocciarettová Sara Erraniová Martina Trevisanová        | Slovensko                                                                                          | 2–0   |
| Vítězka    | 1. | Billie Jean King Cup 2024 20. listopadu 2024 Malaga, Španělsko tvrdý (hala), Martin Carpena Arena | Jasmine Paoliniová Elisabetta Cocciarettová Sara Erraniová Martina Trevisanová        | Rebecca Šramková Anna Karolína Schmiedlová Viktória Hrunčáková Renáta Jamrichová Tereza Mihalíková | 2–0   |